# عایشه فوشنجی بلخی
عایشه فوشنجی بلخی (۱۰۶۷- ۱۱۴۷م) (نسب: عایشه بنت عبدالله بن علی بن احمد بن یحیی بلخی) بانوی محدث خراسانی بود. از اهالی پوشنگ هرات بود.  نزد پدرش، و «عبد الرحمن بن محمد داوودی» و دیگران دانش آموخت. سمعانی از شاگردان او بود و در التحبیر از او نام برده است.

## منبع
1. ↑  کحاله، عمر رضا (۱۹۵۹). أعلام النساء فی عالمی العرب والإسلام. ج. ۳. بیروت: موسسة الرسالة. ص. ۱۵۷. تاریخ وارد شده در |سال= را بررسی کنید (کمک)